# Wait for Me
Wait for Me is een nummer van de Amerikaanse rockband Kings of Leon uit 2013. Het is de tweede single van hun zesde studioalbum Mechanical Bull.
Het rustige "Wait for Me" deed het in de hitlijsten net iets beter dan voorganger "Supersoaker". Hoewel het nummer in de VS geen hitlijsten bereikte, werd het wel een klein hitje op de Britse eilanden en in het Duitse en Nederlandse taalgebied. In de Nederlandse Top 40 haalde het nummer een bescheiden 20e positie, en in Vlaanderen haalde het de 5e positie in de Tipparade.